# Brodiaea jolonensis
Brodiaea jolonensis ist eine Pflanzenart aus der Gattung Brodiaea in der Familie der Spargelgewächse (Asparagaceae). Sie kommt im westlichen US-Bundesstaat Kalifornien vor. Die Populationen im mexikanischen Bundesstaat Baja California weichen in wichtigen Merkmalen ab, weitere Untersuchungen sind erforderlich.

## Beschreibung

### Vegetative Merkmale
Brodiaea jolonensis wächst als ausdauernde krautige Pflanze. Als Überdauerungsorgane werden Pflanzenknollen gebildet. Es ist die Brodiaea-Art, die je Knolle während der Vegetationszeit nur ein schmales Laubblatt produziert.

### Generative Merkmale
Die Blütezeit reicht in Kalifornien von April oder Mai bis Juni. Der schlanke Blütenstandsschaft ist 5 bis 15 Zentimeter lang. Endständig auf dem Blütenstandsschaft befindet sich ein offener, doldiger Blütenstand. Die Tragblätter hüllen auch, während der Blütenstand noch knospig ist, diesen nicht vollständig ein. Es sind auch Deckblätter vorhanden. Der Blütenstiel ist 1 bis 4 Zentimeter lang.
Die zwittrigen Blüten sind radiärsymmetrisch und dreizählig. Es sind zwei Kreise mit je drei Blütenhüllblättern vorhanden, die an ihrer Basis verwachsen sind. Die drei äußeren Blütenhüllblätter sind etwas mit einer Breite von 4 bis 4,5 Millimetern schmaler als die inneren drei, die 5 bis 7 Millimeter breit sind. Die sechs bläulich-violetten Blütenhüllblätter sind zu einer bei einer Länge von 7 bis 9 Millimetern schmal-glockenförmigen, undurchsichtigen, dicken Blütenröhre verwachsen, die auch bis zur nicht Fruchtreife aufspringt. Die Blütenkrone ist insgesamt 14 bis 24 Millimeter lang und der freie Teil der Blütenhüllblätter ist meist mehr als doppelt so lang wie die Blütenröhre. Der freie Teil der Blütenhüllblätter ist bei einer Länge von 11 bis 18 Millimetern ausgebreitet und am oberen Ende zurückgekrümmt; bei den Populationen in Kalifornien ist er violett, aber bei denen in Baja California weiß. Bei Brodiaea jolonensis befinden sich innerhalb der Blütenhüllblätter und mit diesen verwachsen drei sterile Staubblätter, also Staminodien, die kleinen Kronblättern ähneln und jeweils den äußeren Blütenhüllblättern gegenüber stehen. Bei den sich zu den Staubblättern neigenden, mit einer Breite von 5 bis 6 Millimetern relativ breiten Staminodien ist der Rand zu 1/4 nach oben eingerollt und das obere Ende ist breit und kaputzenförmig. Die drei fertilen Staubblätter befinden sich gegenüber den inneren Blütenhüllblättern und sind gleichfalls an der Basis der Blütenhülle verwachsen. Die Basis der nur 1 bis 2 Millimeter langen Staubfäden ist verbreitert und bildet einen schmalen, dreieckigen, zweilappigen Flügel, aber keine Anhängsel. Die Größe und Form der Staubblätter und der Strukturen an der Basis der Staubfäden sind wichtige Bestimmungsmerkmale für die Brodiaea-Arten. Die Staubbeutel sind bei einer Länge von 4 bis 6 Millimetern linealisch und das obere Ende ist V-förmig gekerbt. Drei Fruchtblätter sind zu einem 5 bis 7 Millimeter langen, dreikämmerigen Fruchtknoten verwachsen; bei den Populationen in Kalifornien ist er etwas purpurfarben, aber bei denen in Baja California grün. Der 5 bis 7 Millimeter lange Griffel endet in einer dreilappigen Narbe.
Die eiförmigen Kapselfrüchte öffnen sich fachspaltig = lokulizid. Die Samen sind schwarz.

### Chromosomensatz und Inhaltsstoffe
Die Chromosomengrundzahlen betragen x = 6 sowie 18; es liegt Diploidie mit einer Chromosomenzahl von 2n = 12 sowie 36 vor.
T. F. Niehaus war 1971 beeindruckt von der besonderen Flavonoid-Chemie im Vergleich zu den anderen Brodiaea-Arten.

## Vorkommen und Gefährdung
Brodiaea jolonensis kommt entlang der Küste Kaliforniens auf den vorgelagerten Inseln Santa Cruz,  Santa Rosa sowie  Santa Catalina vor. Sie gedeiht im Grasland, in Wäldern von Gebirgsausläufern, in Küsten-Prärien und auf Ebenen auf Lehmböden in Höhenlagen von 0 bis 300 Metern. Die Populationen im südwestlichen Teil des mexikanischen Bundesstaat Baja California weichen in wichtigen Merkmalen ab, weitere Untersuchungen sind erforderlich.

## Taxonomie
Die Erstbeschreibung von Brodiaea jolonensis erfolgte 1938 durch Alice Eastwood in Leaflets of Western Botany, Volume 2, Issue 7, Seiten 111–112. Als Typusmaterial wurde „Mrs. Starr s.n. (May 1915)“ (Institution: HT: CAS-167400) hinterlegt.